# Končar Elektroindustrija
Končar Elektroindustrija d.d. je hrvaško podjetje, ki proizvaja električno opremo, transportna vozila, opremo za elektrarne, gospodinjske aparate in druge naprave. Sedež podjetja je v Zagrebu. Poimenovano je hrvaškemu protifašističnemu borcu Radetu Končarju. V skupini Končar je 20 podružnic, ki skupaj zaposljujeo okrog 4000 delavcev. Podjetje trguje na Zagrebški borzi (indeks CROBEX) pod borzno šifro KOEI. Največji lastnik delnic je Hrvatska poštanska banka.

## Galerija
- EMU potniški vlak Hrvažkih železnic
- Tramvaj TMK 2200
- Tramvaj TMK 2100 v Zagrebu